# Фантазії Роберта Гайнлайна
Фантазії Роберта Гайнлайна (англ. The Fantasies of Robert A. Heinlein) — збірка творів наукового фентезі Роберта Гайнлайна.
Збірка включає твори двох попередніх збірок «Волдо та Корпорація «Магія»» (1950) та «Неприємна професія Джонатана Гоуґа» (1959), але розташованих в порядку їх публікації.

## Зміст
| Назва                              | назва                                      | рік  |
| ---------------------------------- | ------------------------------------------ | ---- |
| Корпорація «Магія»                 | Magic, Inc.                                | 1940 |
| І побудував він будинок            | "—And He Built a Crooked House—"           | 1941 |
| Вони                               | They                                       | 1941 |
| Волдо                              | Waldo                                      | 1942 |
| Неприємна професія Джонатана Гоуґа | The Unpleasant Profession of Jonathan Hoag | 1942 |
| Наше чудове місто                  | Our Fair City                              | 1948 |
| Людина яка торгувала слонами       | The Man Who Traveled in Elephants          | 1957 |
| Всі ви, зомбі                      | All You Zombies—                           | 1959 |